# Kolumbianische Billie-Jean-King-Cup-Mannschaft
|                                                   |
| Teilnahmen der Kolumbianischen Fed-Cup-Mannschaft |

Die kolumbianische Billie-Jean-King-Cup-Mannschaft ist die Nationalmannschaft von Kolumbien, die im Billie Jean King Cup eingesetzt wird. Der Billie Jean King Cup (bis 1995 Federation Cup, 1996 bis 2020 Fed Cup) ist der wichtigste Wettbewerb für Nationalmannschaften im Damentennis, analog dem Davis Cup bei den Herren.

## Geschichte
Erstmals am Billie Jean King Cup teilgenommen hat Kolumbien 1972. Der bislang größte Erfolg war das Erreichen der Weltgruppe im Jahr 2003.

## Teamchefs (unvollständig)
- Pablo Gonzalez, 2012
- Alejandro Pedraza, 2013–2014
- Catalina Castaño, seit 2015

## Spielerinnen der Mannschaft (unvollständig)
| Spielerinnen                | Einsätze | Einsätze | Einsätze   |
| Spielerinnen                | erster   | letzter  | Bilanz S/N |
| --------------------------- | -------- | -------- | ---------- |
| Emiliana Arango             | 2016     | 2018     | 3:4        |
| Catalina Castaño            | 1996     | 2014     | 51:23      |
| Mariana Duque Mariño        | 2005     | 2017     | 42:22      |
| María Herazo González       | 2014     | 2018     | 3:8        |
| Yuliana Lizarazo            | 2008     | 2015     | 7:7        |
| Maria Camila Osorio Serrano | 2016     | 2017     | 4:4        |
| María Paulina Pérez García  | 2015     | 2017     | 1:7        |
| Paula Pérez García          | 2014     | 2014     | 1:0        |